# تعالي نطير أوراق الخريف
تعالي نطير أوراق الخريف هي رواية للأديب حسن حميد الصادرة عن الهيئة المصرية العامة للكتاب عام 1996، والتي تتكون من 248 صفحة، وهي إحدى الأعمال الأدبية البارزة التي تتناول القضية الفلسطينية من منظور إنساني وأدبي فريد. من خلال هذه الرواية، يسلط الكاتب الضوء على معاناة الفلسطينيين في ظل الاحتلال الإسرائيلي بأسلوب سردي عاطفي وعميق. وتحتوي الرسالة على عدة رسائل وهي: التمسك بالهوية، والمقاومة والأمل، والحنين إلى الوطن. وتقدم الرواية من خلال شخصياتها وأحداثها، شهادة أدبية حية عن معاناة الفلسطينيين وتطلعاتهم نحو الحرية والعودة.

## محتوى الرواية
تعالج الرواية عدم موضوعات أبرزها النكبة الفلسطينية وتداعياتها على الشعب الفلسطيني، حيث يروي الكاتب مأساة اللجوء والشتات التي عانى منها الفلسطينيون بعد احتلال أراضيهم. كما تسلط الضوء على الأثر النفسي والاجتماعي للاجئين، خاصة الأجيال التي ولدت في المخيمات ولم تعرف الوطن إلا من خلال القصص والروايات. وقد حظيت الرواية بإشادة نقدية واسعة، حيث اعتبرها النقاد إضافة مهمة للأدب الفلسطيني والعربي. وأشادوا بأسلوب الكاتب العاطفي والواقعي، وقدرته على تصوير الأحداث بطريقة تلامس القارئ وتجذبه إلى معايشة المعاناة الفلسطينية. استخدم حسن حميد في الرواية أسلوبًا سرديًا مشحونًا بالعاطفة، حيث جمع بين السرد الوصفي والحوارات العميقة التي تعكس آلام الشخصيات وطموحاتها. كما تميزت الرواية بلغتها الشعرية التي أضفت بعدًا جماليًا على النص.